# الدرع البشري (قانون)
الدروع البشرية هم أشخاص يتمتعون بالحماية القانونية - سواء كانوا مدنيين أو أسرى حرب - ممن يجبرون أو يتطوعون لردع الهجمات بشغل المساحة بين محارب وهدف عسكري مشروع. ويحظر البروتوكول الأول لاتفاقيات جنيف استخدام الدروع البشرية. وهو أيضًا جريمة حرب مقصودة محددة كما تم تدوينها في نظام روما الأساسي الذي اعتمد في عام 1998. تحظر صيغة نظام روما الأساسي «استخدام وجود شخص مدني أو شخص محمي آخر لجعل بعض النقاط أو المناطق أو القوات العسكرية محصنة من العمليات العسكرية».
تاريخيًا، كان قانون النزاع المسلح ينطبق فقط على الدول ذات السيادة. النزاعات غير الدولية يحكمها القانون المحلي للدولة المعنية. بموجب الشروط الحالية لنظام روما الأساسي، يُعرّف استخدام الدروع البشرية بأنه جريمة حرب فقط في سياق نزاع دولي مسلح.
بعد نهاية الحرب العالمية الثانية، أصبحت النزاعات المسلحة غير الدولية أكثر شيوعًا. ويشير دليل القانون الدولي الإنساني العرفي إلى أن القواعد التي تحظر استخدام المدنيين كدروع بشرية «يمكن القول» إنها شائعة في النزاعات المسلحة غير الدولية. ويناقش علماء القانون حاليًا تطوير القانون الإنساني وتطبيقه على الحروب الحديثة غير المتكافئة.

## تاريخ
تعد قوانين الحرب جانبًا أساسيًا من تاريخ الدروع البشرية. وتنظم هذه المجموعة من القوانين نشر العنف أثناء النزاع المسلح، ولكنها أيضًا أداة تستخدمها الأطراف المتحاربة لإثبات شرعية السلطة وأشكال العنف الإنساني. بدأت قوانين الحرب في تطوير التمييز بين الأهداف العسكرية والمدنية لأول مرة في مؤتمر لاهاي الثاني للسلام عام 1907.
خلال الحرب العالمية الأولى، سمح مفهوم الحرب الشاملة بمعظم الإجراءات التي دعمت المجهود الحربي. كان مسموحًا باستهداف المدنيين في «الحرب الشاملة»، إذا كان من شأن ذلك أن يدعم هدفًا عسكريًا لإضعاف معنويات العدو. واعتبر القصف العشوائي طريقة مقبولة لتحقيق الميزة العسكرية المتمثلة في هزيمة معنويات العدو وحتّ الدعم الشعبي للمجهود الحربي. كانت المحاولات الأولى لحماية المدنيين كفئة فاشلة إلى حد كبير. وجرت الحرب العالمية الثانية أيضًا في إطار مفهوم الحرب الشاملة.
كانت اتفاقيات جنيف لعام 1949 أول حماية مهمة للمدنيين في الحرب. تم توسيع نطاق هذه الحماية بموجب البروتوكولين الإضافيين في عام 1977. ويطالب البروتوكول الأول بأن تقتصر الهجمات على الأهداف العسكرية، التي تعرف بأنها أهداف تقدم «إسهامًا فعالًا في العمل العسكري» حيث يمنح تدمير الهدف «ميزة عسكرية أكيدة» للمهاجم.